# Malville
Malville település Franciaországban, Loire-Atlantique megyében. Lakosainak száma 3689 fő (2022. január 1.). Malville Bouée, Cordemais, Fay-de-Bretagne, Savenay és Le Temple-de-Bretagne községekkel határos.

## Népesség
A település népességének változása:
| Lakosok száma | 856  | 2085 | 2860 | 3063 | 3343 | 3395 | 3463 | 3531 | 3564 | 3689 |
|               | 1968 | 1982 | 1990 | 2006 | 2013 | 2015 | 2017 | 2019 | 2020 | 2022 |